# 南和区
南和区，原为南和县，是河北省邢台市下辖的一个市辖区。区驻地位于和阳镇。西与邢台县、沙河市接壤，东连平乡县，北接任县，面积405平方公里。區人民政府駐和陽鎮和陽大街285號。
南和区是传统农业县，有“畿南粮仓”之称。境内东吕高速公路、邢黄铁路横贯东西，是承东启西、煤炭运输的重要通道。 
南和区历史悠久、人杰地灵，素有“观音之乡、宋璟故里”之称。历史上涌现出春秋乐圣师旷、后赵右长史张宾、唐朝名相宋璟、元朝户部尚书马亨、明朝右副都御史朱正色、清代武状元王世清、近代书画家白寿章、著名演员王宝强等知名人士。境内有汉墓群、北齐造像碑、隋代澧水石桥碑、白雀庵等名胜古迹。  

## 历史沿革
《禹贡》属冀州。西周属邢国。战国时期属赵国。
西汉高祖五年（前202年）置南和县，属钜鹿郡。
北魏孝昌三年（527年），设北广平郡，治所南和县，辖南和、任县、襄国三县。
北齐天宝七年（556年），撤北广平郡并入广平郡，南和县属广平郡。
北周（567—581年）时期，析广平郡置南和郡，治所南和县。
隋开皇三年（583年），撤销南和郡，南和县属洺州。
开皇十六年（596年），置邢州，南和县属邢州九县之一。
唐武德元年（618年），南和县置为和州，武德四年（621年），复为南和县，仍属邢州。
元中统三年（1262年）邢州升为顺德府，南和县属之。
明清沿袭，南和县仍属直隶省顺德府九县之一。
1928年，撤销大名道，改直隶省为河北省，南和县直属于河北省。
1936年，南和县属河北省第十五行政督察区。
1949年8月，南和县属河北省邢台专区。
1970年，邢台专区改名邢台地区，南和县属之。
1993年，经国务院批准，邢台地区与邢台市合并为邢台市，南和县属之。
2020年6月，撤销南和县，设立邢台市南和区，以原南和县的行政区域为南和区的行政区域。 

## 地理位置
南和区位于河北省南部、邢台市中南部，地理坐标东经114°36′—114°52′，北纬36°55′—37°06′，县境南北长22公里，东西宽25公里，近似正方形，总面积418平方公里。东邻平乡县，南接鸡泽县、永年县，西连邢台县、沙河市，北靠任县。县人民政府驻和阳镇和阳大街285号。

## 行政区划
南和区下辖5个镇、3个乡：
和阳镇、贾宋镇、郝桥镇、三思镇、河郭镇、东三召乡、阎里乡和史召乡。

## 人口
根據第七次人口普查數據，截至2020年11月1日，南和區常住人口為350384人。

## 交通
- 340国道过境。
- 515国道过境。